# Охинський заказник
О́хинський заказник — ентомологічний заказник місцевого значення в Україні. Розташований у межах Прилуцького району Чернігівської області, біля села Охіньки. 
Площа 23 га. Статус присвоєно згідно з рішенням Чернігівського облвиконкому від 06.12.1982 року № 602; рішення від 27.12.1984 року № 454; рішення від 28.08.1989 року № 164. Перебуває у віданні: Охіньківська сільська рада. 
Статус присвоєно для збереження збереження в природному стані місця поселення джмелів (мохового, садового, польового, кам'яного), диких бджіл та інших корисних видів ентомофауни (ксилокопа звичайна).